# Anurophorus palearcticus
Anurophorus palearcticus is een springstaartensoort uit de familie van de Isotomidae. De wetenschappelijke naam van de soort is voor het eerst geldig gepubliceerd in 1997 door Potapov.